# زاغروس

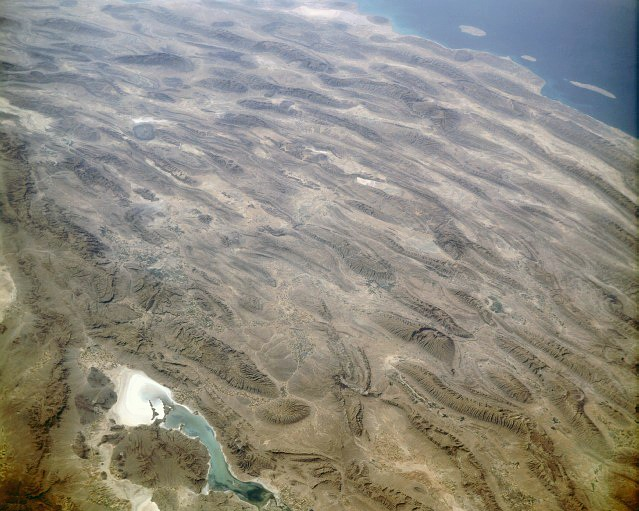
صورة جوية لسلسلة جبال زاغروس

زاغروس أو زَغروس سلسلة جبلية تقع غرب إيران وشرق العراق. تسمى بالفارسية (رشته كوه زاگرس). تعتبر ثاني أعلى سلسلة جبلية في إيران وتضم أعلى قمة جبلية في العراق. يرجع أصل تسمية زاغروس إلى أصول إغريقية ومعناه العاصف أو ذو العواصف. يبلغ طولها نحو 1500 كلم. تمتد هذه السلسلة الجبلية بين تركيا والعراق وإيران شمالا حتى مضيق هرمز جنوباً. يبلغ ارتفاع أعلى قمة في جبال زاغروس 5098 متر (16998 قدم) وهي قمة دنا في إيران.
تكونت سلسلة جبال زاغروس من اصطدام الصفيحة التكتونية الأوراسية بالصفيحة التكتونية العربية. ونتيجة لهذا الاصطدام والضغط الكبير الناجم ارتفعت الجبال في تلك المناطق وتكونت صخور رسوبية، وهي تبدو واضحة في سلسلة جبال زاغروس.
يذكر الباحث الإيراني «أحمد كسروي» في «تاريخ خوزستان في خمسمئة عام» أن التاريخ الجيولوجي لأراضي كل من الأحواز في عربستان والسهل الرسوبي من العراق متماثل، حيث تكونا من ترسبات نهري دجلة والفرات ونهر كارون وتفرعاته. وهو ما أدى إلى ظهور الأراضي على جانبي شط العرب، وكوّنت بذلك مع سهول بلاد العراق وحدة قائمة بذاتها لها خواص مناخية متشابهة. ويؤكد أن العلاقات المكانية الطبيعية التي تربط بين عربستان وإيران تكاد تكون معدومة؛ إذ ليست هناك أي علاقة في التكوين الطبيعي بين سهل عربستان وهضبة إيران الجبلية.
ويمتد الإقليم ما بين جبال زاغروس ذات الممرات الجبلية الضيقة (حيث تفصل هذا الإقليم عن بلاد الفرس) والخليج العربي. يقول د. صلاح العقاد: «أما الساحل الشمالي الشرقي الذي يكوّن الآن الساحل الإيراني، فيمتد على طوله نحو ألفي كيلومتر: سلسلة عالية من الجبال الصعبة المنافذ إلى الداخل، مما عزل سكان فارس والسلطة المركزية فيها عن حياة البحر. ولقد اشتهر الفرس منذ غابر الزمن بخوفهم من حياة البحار، حتى قال بعض مؤرخين العرب: «ليس من الخليج شيء فارسي إلا اسمه». وعلى ذلك فإن ذيوع اسم «الخليج العربي» الآن قد جاء موافقاً لحقيقة جغرافية ثابتة»، فيما قامت بينه وبين العرب أوثق الصلات قبل الإسلام وبعده. وسكنت الشعوب السامية المهاجرة من شبه الجزيرة العربية هذا الإقليم منذ فجر التاريخ.

## الجيولوجيا
كان حزام الطي والدفع في جبال زاغروس قد تشكل بالأساس نتيجة اصطدام صفيحتين تكتونيتين، ألا وهما الصفيحة الأوراسية والصفيحة العربية. حدث هذا الاصطدام بالأساس خلال العصر الميوسيني (أي خلال الفترة الممتدة قبل ما يتراوح من 25 إلى 5 مليون سنة خلت)، وهو ما أدى إلى طي جميع الصخور المترسبة على الصفيحة العربية بدءًا من حقبة الحياة القديمة (541 - 242 مليون سنة)، وحتى حقبة الحياة الحديثة (66 مليون سنة - الوقت الحاضر) في الهامش القاري الخامد. ومع ذلك، فقد حمل كل من الركوب التكتوني لقشرة محيط تيثس خلال العصر الطباشيري (145 - 66 مليون سنة)، واصطدام القوس القاري خلال الفترة الإيوسينية (56 - 34 مليون سنة) أثرًا بالغًا على الارتفاعات الجبلية في الأجزاء الشمالية الشرقية من الحزام.
استمرت عملية الاصطدام حتى الوقت الحاضر، وذلك بالترافق مع استمرار اندفاع الصفيحة العربية في اتجاه الصفيحة الأوراسية، وهو ما أدى إلى ازدياد ارتفاع جبال زاغروس وهضبة إيران شيئًا فشيئًا. أظهرت القياسات الحديثة بواسطة نظام التموضع العالمي (جي بي إس) في إيران أن هذا الاصطدام لا يزال نشطًا، وأن التحور الناتج عنه يتوزع على نحو غير منتظم في البلاد، إذ يبرز بصورة رئيسية في الأحزمة الجبلية الكبرى مثل جبال ألبرز وجبال زاغروس. كذلك أظهرت شبكة الجي بي إس الكثيفة التي تغطي جبال زاغروس الإيرانية وجود معدلات عالية من التحور ضمن جبال زاغروس. وأظهرت نتائج الجي بي إس بلوغ معدل الانكماش الحالي في جنوب شرقي جبال زاغروس نحو 10 مليمترات في السنة الواحدة، وينخفض ليصل إلى نحو 5 مليمترات في السنة الواحدة في شمال غربي جبال زاغروس. يقسم صدع كازرون الانزلاقي المتجهي، الممتد من الشمال إلى الجنوب، جبال زاغروس إلى منطقتي تحور مختلفتين. كذلك أظهرت نتائج الجي بي إس اختلاف اتجاهات الانكماش على طول الحزام، إذ يظهر الانكماش العمودي في جنوب شرقي جبال زاغروس، في حين يظهر الانكماش المائل في شمال غربي جبال زاغروس. تشكلت جبال زاغروس في وقت قريب من العصر الجليدي الثاني، وهو ما تسبب في التصادم التكتوني الذي أدى إلى تفردها.
يتعرض الغطاء الرسوبي في جنوب شرقي جبال زاغروس إلى التحور فوق طبقة من الملح الصخري (وهي بمثابة بنية انفصالية انثنائية ذات احتكاك قاعدي منخفض)، في حين أن الطبقة الملحية في شمال غربي جبال زاغروس آخذة في التناقص أو رقيقة للغاية. ويتحمل هذا الاختلاف في الاحتكاك القاعدي جزءًا من المسؤولية عن الاختلافات الطبوغرافية الظاهرة على جانبي الصدع الكازروني. لوحظ أن طبوغرافيا (تضاريس) شمال غربي جبال زاغروس تتميز بازدياد علوها وضيقها، في حين ينتشر التحور في جنوب شرقي جبال زاغروس على منطقة أوسع، مشكلةً منطقةً ذات طبوغرافيا أكثر انخفاضًا. أدت الضغوط المتولدة في قشرة الأرض بفعل التصادم إلى حصول طي واسع للصخور الرسوبية الطبقية القائمة من قبل. وأدت التعرية اللاحقة إلى إزالة الصخور الأضعف، على غرار الحجر الطيني (الصخور المتشكلة من الطين المتصلب)، والحجر الغريني (وهو حجر طيني حبيبي أكثر خشونة بنسبة ضئيلة)، في حين بقيت الصخور الأكثر صلابة، من قبيل الحجر الجيري (وهو صخر غني بالكالسيوم يتألف من بقايا الكائنات البحرية)، والدلوميت (وهو صخر يشبه الحجر الجيري، ويحتوي على الكالسيوم والمغنيسيوم). أدت هذه التعرية التفضيلية إلى تشكل الحافات الجبلية الطولية في جبال زاغروس.
أفضت البيئة الترسيبية والتاريخ التكتوني لهذه الصخور إلى تشكل وانحصار البترول، وتعد منطقة زاغروس منطقةً هامةً لإنتاج النفط. تمثل القبب الملحية والأنهار الجليدية الملحية (الثلاجات الملحية) أحد الملامح الشائعة لجبال زاغروس. تمثل القبب الملحية هدفًا من الأهداف الهامة لاستكشاف البترول، إذ كثيرًا ما تحصر الطبقات الملحية غير النافذة البترول تحت الطبقات الصخرية الأخرى. كذلك تحتوي المنطقة على كميات كبيرة من الجبس (الجص) القابل للذوبان في الماء.

### نوع الصخور وعمرها
نشأت مجمل هذه الجبال من أصل رسوبي، وتتألف في الأساس من الحجر الجيري. تنتشر الصخور الحفيرية (العائدة إلى حقبة الحياة القديمة) في جبال زاغروس المرتفعة أو جبال زاغروس الشاهقة، وذلك في الأجزاء العليا من قمم سلسلة جبال زاغروس الواقعة على طول صدع زاغروس الرئيسي. توجد الصخور العائدة إلى حقبة الحياة الوسطى على جانبي هذا الصدع، وهي عبارة عن مزيج من الصخور العائدة إلى العصر الثلاثي أو الترياسي (قبل 252 - 201 مليون سنة) والعصر الجوراسي (قبل 201 - 145 مليون سنة)، وتحيط بها الصخور العائدة إلى العصر الطباشيري من الجانبين. أما جبال زاغروس المطوية (الجبال الواقعة جنوبي جبال زاغروس المرتفعة والواقعة على نسق موازٍ تقريبًا لصدع زاغروس الرئيسي) فتتشكل في الغالب من الصخور العائدة إلى العصر الثلاثي (الترياسي)، إذ تمتد الصخور العائدة إلى الحقبة الباليوجينية (قبل 66 - 23 مليون سنة) جنوبي الصخور العائدة إلى العصر الطباشيري، ثم تليها الصخور العائدة إلى الحقبة النيوجينية (قبل 23–2.6 مليون سنة) الواقعة إلى الجنوب من الصخور العائدة إلى الحقبة الباليوجينية. تنقسم هذه الجبال إلى عدة سلاسل فرعية موازية (يتراوح عرض كل منها ما بين 10 إلى 250 كيلومترًا)، وهي ترجع من ناحية التكون الجبلي إلى نفس الحقبة الزمنية التي تكونت فيها جبال الألب.
تقع حقول النفط الرئيسية في إيران على السفوح الغربية الوسطى من سلسلة جبال زاغروس. أما سلاسل الجبال الجنوبية في محافظة فارس فتتميز بقممها الأقل ارتفاعًا، إذ يصل ارتفاعها إلى 4,000 متر (13,000 قدم). تحتوي هذه الجبال على صخور جيرية، وتظهر فيها الأحافير البحرية بوفرة.

## السكان
سكن جبال زاغروس مجموعات متنوعة من الرعاة والمزارعين على مدى آلاف السنين. تتنقل مجموعات الرعاة مثل اللر (أو اللور)، أو اللر البختياري، أو الكرد، أو القشقاي مع قطعانهم من المنحدرات الشرقية خلال فصل الصيف (الییلاق) إلى المنحدرات الغربية خلال فصل الشتاء (القشلاق). تقع بعض المدن الكبرى على سفوح جبال زاغروس، بما في ذلك السليمانية، وكرمانشاه، وخرم آباد، وشيراز.

### اللر
اللر هم قبيلة إيرانية تسكن بالأساس في وسط وغرب وجنوب جبال زاغروس. تشمل المدن التي يسكنها اللر كلًا من خرم آباد، وبروجرد، وملاير، وإيذج، وشهركرد، وياسوج. يتحدث اللر اللغة اللرية وينتشرون في العديد من محافظات إيران، بما في ذلك لرستان، وخوزستان، وتشهارمحال وبختياري، وعيلام، وكهغيلويه وبوير أحمد، وهمدان.

### اللر البختياري
البختياريون هم إحدى قبائل اللر في إيران، ويعيشون بشكل رئيسي في وسط وجنوب جبال زاغروس. تشمل المدن الكبرى التي يسكنها البختياريون كلًا من مسجد سليمان، وإيذج، وشهركرد. ما يزال عدد كبير من البختياريين يمارس الرعي البدوي.

### الكرد
يعد الكرد (أو الأكراد) السكان الأصليون لجبال زاغروس الشمالية الغربية وصولًا إلى سلسلة جبال طوروس الشرقية، والتي تمتد عبر جنوب شرقي تركيا، وشمال غربي إيران، وشمال العراق، وشمال سوريا. أدت الارتفاعات العالية التي تميز جبال زاغروس إلى تشكل سلسلة من الممرات الضيقة والوديان، والتي تعتبر مثاليةً للزراعة والتطور البشري. كذلك حمت الكرد لفترة طويلة من الزمن خلال أوقات الحرب من خلال الدور الذي أدته كحاجز طبيعي.

### القشقاي
القشقاي هو اتحاد قبلي في إيران، ينحدر معظم أبنائه من أصول تركية. توجد أعداد كبيرة منهم في أواسط وجنوبي جبال زاغروس، ولا سيما حول مدينة شيراز في محافظة فارس.

## المناخ
يظهر الجدول التالي التغييرات المناخية على مدار السنة لزاغروس:
| البيانات المناخية لـزاغروس        | البيانات المناخية لـزاغروس | البيانات المناخية لـزاغروس | البيانات المناخية لـزاغروس | البيانات المناخية لـزاغروس | البيانات المناخية لـزاغروس | البيانات المناخية لـزاغروس | البيانات المناخية لـزاغروس | البيانات المناخية لـزاغروس | البيانات المناخية لـزاغروس | البيانات المناخية لـزاغروس | البيانات المناخية لـزاغروس | البيانات المناخية لـزاغروس | البيانات المناخية لـزاغروس |
| الشهر                             | يناير                      | فبراير                     | مارس                       | أبريل                      | مايو                       | يونيو                      | يوليو                      | أغسطس                      | سبتمبر                     | أكتوبر                     | نوفمبر                     | ديسمبر                     | المعدل السنوي              |
| --------------------------------- | -------------------------- | -------------------------- | -------------------------- | -------------------------- | -------------------------- | -------------------------- | -------------------------- | -------------------------- | -------------------------- | -------------------------- | -------------------------- | -------------------------- | -------------------------- |
| متوسط درجة الحرارة الكبرى °م (°ف) | −0.2 (31.6)                | 1.4 (34.5)                 | 6.4 (43.5)                 | 12.2 (54.0)                | 19.3 (66.7)                | 24.8 (76.6)                | 29.7 (85.5)                | 29.6 (85.3)                | 25.6 (78.1)                | 17.7 (63.9)                | 9.7 (49.5)                 | 2.7 (36.9)                 | 14.9 (58.8)                |
| متوسط درجة الحرارة الصغرى °م (°ف) | −8.0 (17.6)                | −6.8 (19.8)                | −2.0 (28.4)                | 3.5 (38.3)                 | 8.8 (47.8)                 | 13.0 (55.4)                | 17.3 (63.1)                | 16.9 (62.4)                | 13.0 (55.4)                | 7.2 (45.0)                 | 2.1 (35.8)                 | −4.3 (24.3)                | 5.1 (41.1)                 |
| المصدر:                           |                            |                            |                            |                            |                            |                            |                            |                            |                            |                            |                            |                            |                            |

## معرض صور

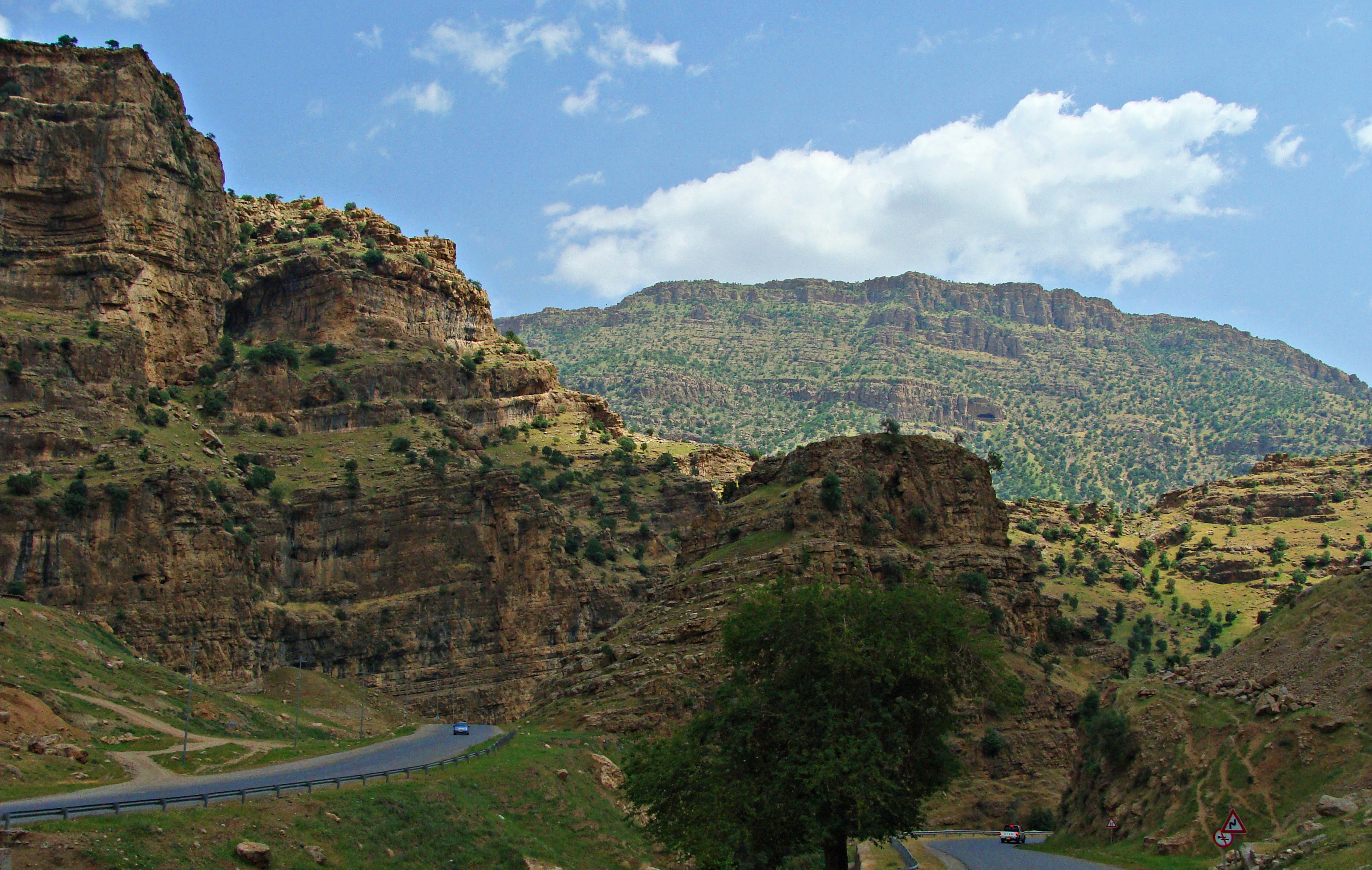
طريق عبر جبال زاغروس في إقليم كردستان العراق
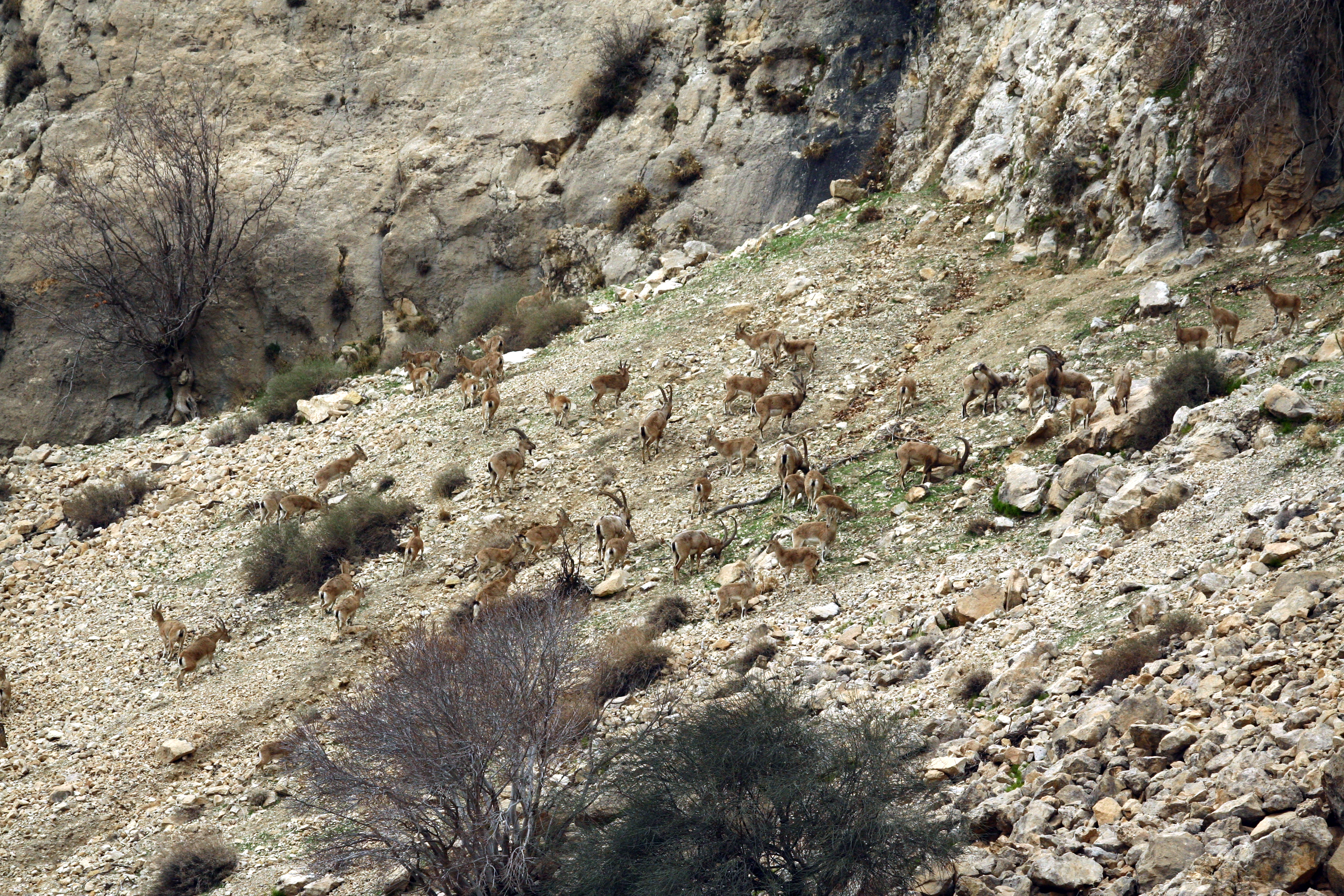
قطيع ماعز بري ، زاغروس ، بهبهان
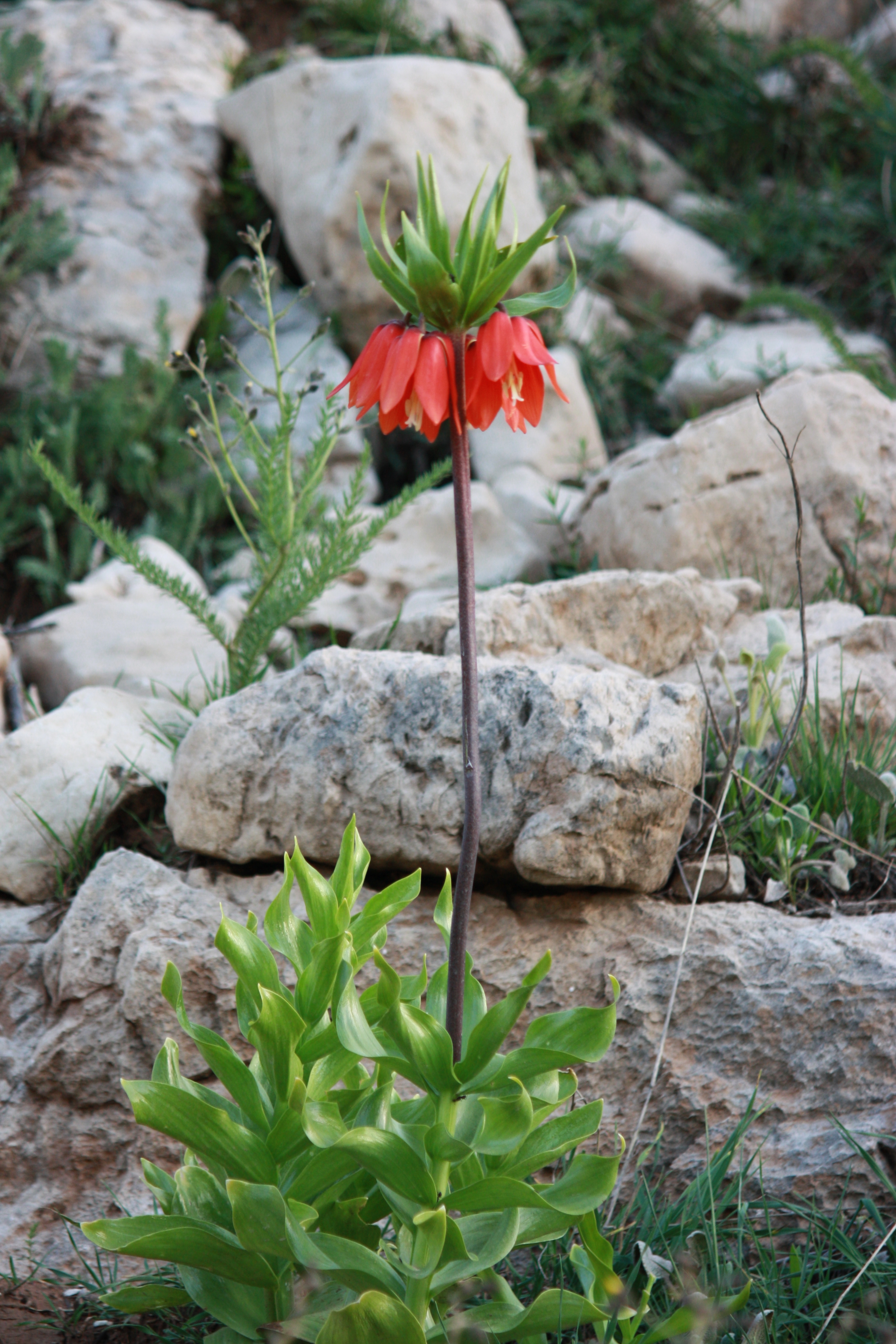
بوقية إمبراطورية في جبل دنا, سلسلة جبال زاغروس

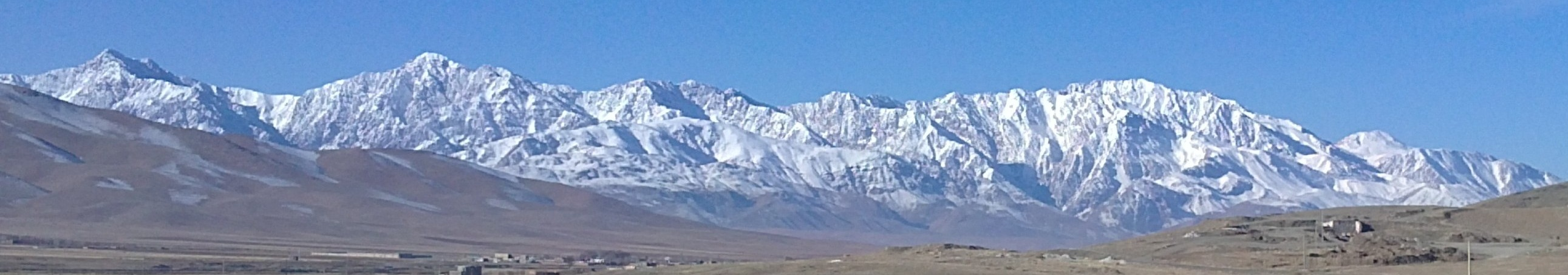
جبل اشترانكوه